# A 911 L.A. epizódjainak listája
Ez a lista 911 L.A. című amerikai televíziós sorozat epizódjainak felsorolását tartalmazza.

## Évados áttekintés
| Évad | Évad | Részek száma | Részek száma | Eredeti sugárzás     | Eredeti sugárzás  | Eredeti adó          | Magyar sugárzás     | Magyar sugárzás  | Magyar adó |
| Évad | Évad | Részek száma | Részek száma | Évadbemutató         | Évadzáró          | Eredeti adó          | Évadbemutató        | Évadzáró         | Magyar adó |
| ---- | ---- | ------------ | ------------ | -------------------- | ----------------- | -------------------- | ------------------- | ---------------- | ---------- |
|      | 1.   | 10           | 10           | 2018. január 3.      | 2018. március 28. |                      | 2018. április 12.   | 2018. június 14. |            |
|      | 2.   | 18           | 18           | 2018. szeptember 23. | 2019. május 13.   | 2018. december 13.   | 2019. június 20.    |                  |            |
|      | 3.   | 18           | 18           | 2019. szeptember 23. | 2020. május 11.   | 2020. október 9.     | 2020. december 11.  |                  |            |
|      | 4.   | 14           | 14           | 2021. január 18.     | 2021. május 24.   | 2021. szeptember 10. | 2021. október 22.   |                  |            |
|      | 5.   | 18           | 18           | 2021. szeptember 20. | 2022. május 16.   | 2022. február 10.    | 2022. augusztus 4.  |                  |            |
|      | 6.   | 18           | 18           | 2022. szeptember 19. | 2023. május 15.   | 2023. szeptember 6.  | 2023. szeptember 6. |                  |            |
|      | 7.   | 10           | 10           | 2024. március 14.    | 2024. május 30.   |                      | 2024. május 1.      | 2024. július 3.  |            |
|      | 8.   | 18           | 18           | 2024. szeptember 26. | 2025. május 15.   | 2024. október 17.    | 2025. június 5.     |                  |            |
|      | 9.   | 18           | 18           | 2025. október 16.    | ?                 | 2025. október 30.    | ?                   |                  |            |

## 1. évad (2018)
| Sor. | Év. | Cím                                            | Rendező               | Író                                                | Premier                            | Nézettség   | Gyártási szám |
| --- | --- | ---------------------------------------------- | --------------------- | -------------------------------------------------- | ---------------------------------- | ----------- | ------------- |
| 1. | 1.  | Bevezető (Pilot)                               | Bradley Buecker       | Ryan Murphy, Brad Falchuk és Tim Minear            | 2018. január 3. 2018. április 12.  | 6,83 millió | 101           |
| Mentősök, rendőrök, tűzoltók és diszpécserek. Mindent megtesznek azokért a bajbajutottakért, akik a legfélelmetesebb, legmegrázóbb vagy éppen legszívfacsaróbb helyzetbe kerülnek. Mindennapi hőseinknek nap mint nap veszélyesebbnél veszélyesebb helyzeteket kell úgy átélniük, hogy közben a saját életükben is megtalálják a harmóniát és egyensúlyt. Nem könnyű feladat, de a tét hatalmas: emberi életet menteni. |     |                                                |                       |                                                    |                                    |             |               |
| 2. | 2.  | Engedd el (Let Go)                             | Gwyneth Horder-Payton | Ryan Murphy, Brad Falchuk és Tim Minear            | 2018. január 10. 2018. április 19. | 5,55 millió | 102           |
| Egy hullámvasút meghibásodása miatt hívják a 911-et. Athena és Hen egy szokatlan hívásra megy ki egy házhoz. Egy szerelmes pár vitája drámai mentést eredményez. |     |                                                |                       |                                                    |                                    |             |               |
| 3. | 3.  | Legközelebbi hozzátartozó (Next of Kin)        | Barbara Brown         | John J. Gray                                       | 2018. január 17. 2018. április 26. | 6,21 millió | 103           |
| Bobby és csapata vészhívást kap egy gyerekzsúrról. A mentőcsapat egyik tagja súlyos balesetet szenved. |     |                                                |                       |                                                    |                                    |             |               |
| 4. | 4.  | A valaha volt legrosszabb nap (Worst Day Ever) | Bradley Buecker       | Zachary Reiter                                     | 2018. január 24. 2018. május 3.    | 6,57 millió | 104           |
| Egy utasszállító repülőgép lezuhanása után Bobby és csapata versenyeznek az idővel. A mentőcsapat tagjai ismét megpróbálják a legtöbbet kihozni magukból. |     |                                                |                       |                                                    |                                    |             |               |
| 5. | 5.  | Kiindulópont (Point of Origin)                 | Gwyneth Horder-Payton | Erica L. Anderson                                  | 2018. január 31. 2018. május 10.   | 6,21 millió | 105           |
| A mentőcsapat egy súlyos esethez kap hívást: egy lakodalom násznépe bajba kerül. Abby segítséget kér Bucktól édesanyja megtalálásához. |     |                                                |                       |                                                    |                                    |             |               |
| 6. | 6.  | Szívtipró (Heartbreaker)                       | Bradley Buecker       | Matthew Hodgson                                    | 2018. február 7. 2018. május 17.   | 6,64 millió | 106           |
| Egy lánykérés a levegőben elég rosszul sül el Valentin-napon. Athenat egy kétségbeesett asszonyhoz hívják ki. Buck randizni megy Abbyvel. |     |                                                |                       |                                                    |                                    |             |               |
| 7. | 7.  | Telihold (Full Moon (Creepy AF))               | Maggie Kiley          | Adam Penn                                          | 2018. február 28. 2018. május 24.  | 5,95 millió | 107           |
| Úgy tűnik, hogy a telihold a megszokottnál is nehezebb éjjelt hoz mindennapi hőseinknek. Egy idős hölgynél gyanús alak ólálkodik, egy jógaközpontban egyszerre szülő kismamák, valamint egy misztikus gyilkosság esete. Hol van még az éjjel vége? |     |                                                |                       |                                                    |                                    |             |               |
| 8. | 8.  | A karma egy ribanc (Karma's a Bitch)           | Barbara Brown         | Kristen Reidel                                     | 2018. március 7. 2018. május 31.   | 6,05 millió | 108           |
| A karmát nem lehet kikerülni vagy megállítani. Mindenki azt kapja vissza az életben, amit beleadott. Függetlenül a szándéktól. Egy özvegy férfi, egy arrogáns fitnesz klub tulajdonos, egy hobbivadász. Mindegyikükben van valami közös. Bobby meglepő hívást kap a véradás után. Athena nehéz döntés hoz, miután beszélt a gyerekivel.                                                                                 |     |                                                |                       |                                                    |                                    |             |               |
| 9. | 9.  | Csapdába esve (Trapped)                        | Gwyneth Horder-Payton | Történet: Adam Glass Tévéjáték: Aristotle Kousakis | 2018. március 14. 2018. június 7.  | 6,55 millió | 109           |
| Egy sérült férfihez hívják ki a mentőcsapatot, akinek a házánál különös csapda fogadja. Anyja és fia beragad egy irodaház liftjébe. Athena új vizekre evez, ami a magánéletét illeti. Abby és Buck kapcsolata új szinthez érkezik. |     |                                                |                       |                                                    |                                    |             |               |
| 10. | 10. | A vadiúj önmagad (A Whole New You)             | Bradley Buecker       | Ryan Murphy, Brad Falchuk és Tim Minear            | 2018. március 21. 2018. június 14. | 6,63 millió | 110           |
| Az első hívás egy nagyon szívszorító és különös esethez történik: apa és fia utolsó párbeszéde hangzik el. Bobby beleveti magát az online társkeresés rejtelmeibe, felhagyva az önsajnálattal. Hen vissza akarja szerezni szerelmét. |     |                                                |                       |                                                    |                                    |             |               |

## 2. évad (2018-2019)
| Sor. | Év. | Cím                                               | Rendező               | Író                          | Premier                                 | Nézettség   | Gyártási szám |
| --- | --- | ------------------------------------------------- | --------------------- | ---------------------------- | --------------------------------------- | ----------- | ------------- |
| 11. | 1.  | Nyomás alatt (Under Pressure)                     | Gwyneth Horder-Payton | Tim Minear és Brad Falchuk   | 2018. szeptember 23. 2018. december 13. | 9,83 millió | 201           |
| Az év egyik legforróbb napján a mentőcsapatra nagy nyomás nehezedik. A városban borzalmas események zajlanak, többek között egy közúti baleset, amelyben egy turistajárat utasai sérültek meg, vészhelyzet egy autójavító műhelyben, valamint egy veterán lábába ágyazódott gránát. Közben Buck-hoz váratlan látogató érkezik a nővére, Maddie személyében. Athena megkérdőjelezi Bobbyval való kapcsolatát. A tűzoltóállomáson egy jóképű új tűzoltó, Eddie is a csatlakozik a csapathoz. |     |                                                   |                       |                              |                                         |             |               |
| 12. | 2.  | 7.1 (7.1)                                         | Bradley Buecker       | Zachary Reiter               | 2018. szeptember 24. 2018. december 20. | 6,60 millió | 202           |
| Miután egy 7.1-es erejű földrengés rázza meg Los Angeles-t, a mentőcsapatok az életüket kockáztatva sietnek a lakosság segítségére és nehéz döntések előtt állnak, amikor egy omladozó hotel romjai alól és egy toronyházból egyszerre kell kimenekíteniük mindenkit. Eközben Athena-nak az összeomlott autópálya-felüljáró roncsaival kell foglalkoznia, Maddie-nek pedig meg kell birkóznia az első hívásával diszpécserként.                                                            |     |                                                   |                       |                              |                                         |             |               |
| 13. | 3.  | Nem jön a segítség (Help Is Not Coming)           | Bradley Buecker       | Zachary Reiter és Tim Minear | 2018. október 1. 2018. december 27.     | 6,09 millió | 203           |
| A csapatnak folytatnia kell a munkát a hatalmas földrengés után, rengeteg a bajbajutott, és az utórengések is gyakoriak. Bobbynak és csapatának a saját társukat, Hent is meg kell menteniük. Athena igyekszik fenntartani a rendet. Maddie első napján segít egy várandós nőnek és férjének eljutni egy mentőegységhez. |     |                                                   |                       |                              |                                         |             |               |
| 14. | 4.  | Megrekedve (Stuck)                                | Sarah Boyd            | John J. Gray                 | 2018. október 8. 2019. január 3.        | 5,92 millió | 204           |
| Egy biztonsági őr két épület közé szorult be, egy bevásárlóközpont mozgólépcsője meghibásodása miatt egy férfi csapdába esett. Athenát elő akarják léptetni, de ehhez el kéne költöznie Los Angelesből. Eddie egyedülálló apaként nehezen boldogul, szerencsére tűzoltó társai segítenek. Maddie el akar költözni, hogy a saját lábára álljon. |     |                                                   |                       |                              |                                         |             |               |
| 15. | 5.  | Rémes emberek (Awful People)                      | Kevin Hooks           | Kristen Reidel               | 2018. október 15. 2019. január 10.      | 5,88 millió | 205           |
| A 911-et hívja egy katonacsalád, ugyanis a temetést tüntetők zavarják meg. Az egyik tüntető férfi rosszul lesz. Maddie csatlakozik Athenahoz egy pár órára, szeretné látni, mi zajlik a hívások másik oldalán. Egy látszólag hibátlan diszpécser bajba kerül, kiderül, hogy sok hívást nem fogad. Hen megpróbálja megmenteni a családját. |     |                                                   |                       |                              |                                         |             |               |
| 16. | 6.  | Bedrogozva (Dosed)                                | Gwyneth Horder-Payton | Juan Carlos-Coto             | 2018. október 22. 2019. január 17.      | 5,64 millió | 206           |
| A tűzoltócsapat egy balszerencsésen landolt helikopterhez siet. Kiderül, hogy egy tudósító stáb gépe. Az fiatal riporternő szeretné bemutatni a tűzoltók mindennapi életét, így egy napig a csapattal fog forgatni. Bobby nem viseli jól a stábot a lánya halála évfordulóján. Maddie nehezen alszik, folyton exférje jár a fejében. |     |                                                   |                       |                              |                                         |             |               |
| 17. | 7.  | Kísértetek (Haunted)                              | Loni Peristere        | Erica L. Anderson            | 2018. október 29. 2019. január 24.      | 5,63 millió | 207           |
| Halloweenkor a csapatot egy temetőhöz hívják, ahol a föld alá szorult két sírásó. Egy túrázó súlyosan megsérült, csodálkozik, hogy megtalálták, ugyanis elvesztette a telefonját, nem ő hívta a segítséget. Kiderül, hogy egy évekkel ezelőtti hívást hallott Maddie, ami alapján odaküldte a csapatot. Eddie ismét közelebbi kapcsolatba kerül feleségével. Buck azon őrlődik, hogy várjon-e tovább Abby-re.                                                                              |     |                                                   |                       |                              |                                         |             |               |
| 18. | 8.  | Igazából Buck (Buck, Actually)                    | Varda Bar-Kar         | Matthew Hodgson              | 2018. november 5. 2019. január 31.      | 5,59 millió | 208           |
| A csapat egy autópálya feljárójához érkezik, ahol egy nő mindent megpróbál, hogy felkeltse elhidegült férje figyelmét. Később egy autóbalesetet szenvedett párt kell kimenteniük, akik felcsavarodtak egy fára. Buck gyanakszik, hogy Maddie és Chim között több van, mint barátság. A földrengésből megmenekült Ali találkozni szeretne Buck-al. |     |                                                   |                       |                              |                                         |             |               |
| 19. | 9.  | Hen útja (Hen Begins)                             | Jennifer Lynch        | Aristotle Kousakis           | 2018. november 19. 2019. február 7.     | 5,15 millió | 209           |
| Az epizód 2008-ban játszódik: Hen épp otthagyja az állását egy gyógyszergyártó cégnél. Úgy érzi többre hívatott. egy életviteli tanácsadóval beszélget, amikor az rosszul lesz. Hen a 911-et hívja, és megmenti a nő életét és rájön, hogy ez a hivatása, életeket akar menteni. Amikor a 118-as egységhez kerül, az akkori kapitánnyal meggyűlik a baja. Szerencsére Chim-re számíthat.                                                                                                   |     |                                                   |                       |                              |                                         |             |               |
| 20. | 10. | Exek karácsonya (Merry Ex-Mas)                    | Bradley Buecker       | Christopher Monfette         | 2018. november 26. 2019. február 14.    | 6,15 millió | 210           |
| Eljött a karácsony, de a mentősök, tűzoltók ilyenkor sem pihennek. Athena és Bobby kapcsolata új szintre léphet, azonban Bobby megijed, túl gyorsnak tartja a változást. Chim és Bucky megpróbálnak segíteni Maddie-nek hogy végre méltóképpen ünnepelhesse a karácsonyt. Chimnek egy idegen segít több alkalommal is, kiderül azonban, hogy nem jószándékból. |     |                                                   |                       |                              |                                         |             |               |
| 21. | 11. | Újrakezdés (New Beginnings)                       | John J. Gray          | Tim Minear és Kristen Reidel | 2019. március 18. 2019. május 2.        | 5,96 millió | 211           |
| Bobby megismerkedik Athena szüleivel, újdonsült anyósával nem indul zökkenőmentesen a kapcsolata. Doug egyre jobban beférkőzik Chim életébe. Athena egy különös segélykérő hívásnak jár utána. |     |                                                   |                       |                              |                                         |             |               |
| 22. | 12. | Chimney története (Chimney Begins)                | Jennifer Lynch        | Erica L. Anderson            | 2019. március 25. 2019. május 9.        | 5,66 millió | 212           |
| Chimney súlyos állapotban van. Újraéli élete egyik legfontosabb szakaszát. Betekintést nyerhetünk abba, hogyan jelentkezett legjobb barátjával a tűzoltósághoz, hogyan lett az a profi tűzoltó és mentős, akire mindig számíthatnak. |     |                                                   |                       |                              |                                         |             |               |
| 23. | 13. | Küzdj vagy menekülj! (Fight or Flight)            | Millicent Shelton     | Kristen Reidel               | 2019. április 1. 2019. május 16.        | 6,16 millió | 213           |
| Chimney-t még időben megtalálja Buck, kórházba szállítják, de az állapota súlyos. Maddie-t elrabolják, az egész csapat a keresésére indul. Buck nehezen viseli, hogy a bürokrácia lassítja a nyomozást, ezért megpróbál a saját módszereivel is előrébb jutni. |     |                                                   |                       |                              |                                         |             |               |
| 24. | 14. | Összetörve (Broken)                               | Bradley Buecker       | Juan Carlos-Coto             | 2019. április 15. 2019. május 23.       | 5,65 millió | 214           |
| A 911 híváskezelő központja összeomlik. Hiba keletkezett az elektronikus rendszerben, így vissza kell térniük a papír alapú segítségnyújtásra, amíg meg nem oldódik a probléma. A tűzoltók, mentők és rendőrök élete is nehezebb a rendszerhiba okozta káoszban. |     |                                                   |                       |                              |                                         |             |               |
| 25. | 15. | Ocean's 9-1-1 (Ocean's 9-1-1)                     | Mary Wigmore          | Andrew Meyers                | 2019. április 22. 2019. május 30.       | 5,99 millió | 215           |
| Egy bankigazgató utolsó napján az alkalmazottak egy kis búcsúztatóval készülnek. Az esemény hamar vészhelyzetbe torkollik, az igazgató és egy pénzszállító is rohamot kap. A készenléti csapatok a helyszínre sietnek, nem sejtve, hogy mi vár rájuk. |     |                                                   |                       |                              |                                         |             |               |
| 26. | 16. | Bobby – Megint kezdődik (Bobby Begins Again)      | Jennifer Lynch        | Christopher Monfette         | 2019. április 29. 2019. június 6.       | 5,49 millió | 216           |
| Egy szörnyű tragédia után Bobby Los Angelesbe költözik, ahol a 118-as egység kapitánya lesz. Itt ismeri meg Athenát. |     |                                                   |                       |                              |                                         |             |               |
| 27. | 17. | Vigyázz, mit kívánsz! (Careful What You Wish For) | Bradley Buecker       | Matthew Hodgson              | 2019. május 6. 2019. június 13.         | 5,81 millió | 217           |
| Amíg Bobby ügyét vizsgálják, Chimney veszi át a 118-as egység irányítását. A csapat egy csokoládégyárba megy, ahol egy pedagógus egy csokitartályba zuhant, majd egy csomagbombával birkóznak meg. Maddie elgondolkodik a jövőjéről, talán ismét közvetlenül szeretne az embereken segíteni. |     |                                                   |                       |                              |                                         |             |               |
| 28. | 18. | Az élet, amit választunk (This Life We Choose)    | Bradley Buecker       | Tim Minear                   | 2019. május 13. 2019. június 20.        | 6,44 millió | 218           |
| Újabb két csomagbomba robban fel, ami miatt Los Angeles lakossága egyre gyanakvóbb. A rengeteg hamis riasztás miatt ráadásul a nyomozás is lassan halad. Buck élete egyik legnehezebb kihívása előtt áll. |     |                                                   |                       |                              |                                         |             |               |

## 3. évad (2019-2020)
| Sor. | Év. | Cím                                                             | Rendező                 | Író                                            | Premier                               | Nézettség   | Gyártási szám |
| --- | --- | --------------------------------------------------------------- | ----------------------- | ---------------------------------------------- | ------------------------------------- | ----------- | ------------- |
| 29. | 1.  | A mai fiatalok (Kids Today)                                     | Jennifer Lynch          | Kristen Reidel                                 | 2019. szeptember 23. 2020. október 9. | 7,14 millió | 301           |
| Athena egy száguldozó tinédzsert üldöz az autópályán, akit Maddie és a tűzoltók segítségével próbál megállítani. Egy rutinellenőrzés során borzalmas emberrablásra derül fény. Buck újabb nehézségek előtt áll… |     |                                                                 |                         |                                                |                                       |             |               |
| 30. | 2.  | Ússz, vagy elmerülsz! (Sink or Swim)                            | Bradley Buecker         | Juan Carlos-Coto                               | 2019. szeptember 30. 2020. október 9. | 7,48 millió | 302           |
| Egy hatalmas cunami csapódik a partnak a Santa Monica Pier-nél, ahol Buck és Christopher is épp kikapcsolódnak. Buck mindent megtesz, hogy megóvja a fiút, de közben a többi sebesültnek is segíteni próbál. Maddie óriási kihívás előtt ál, ahogy Athena és lánya, May is. |     |                                                                 |                         |                                                |                                       |             |               |
| 31. | 3.  | Mentőcsapatok (The Searchers)                                   | Chad Lowe               | David Fury                                     | 2019. október 7. 2020. október 16.    | 7,34 millió | 303           |
| Athena, Maddie, Bobby és a 118-as egység mindent megtesz, hogy a lehető legtöbb embert menekítsen ki a cunami sújtotta területről. Buck kétségbeesetten keresi Christophert… |     |                                                                 |                         |                                                |                                       |             |               |
| 32. | 4.  | Kiváltó okok (Triggers)                                         | Joaquín Sedillo         | David Fury, Christopher Monfette és Tonya Kong | 2019. október 14. 2020. október 30.   | 6,31 millió | 304           |
| A 118-as egység az éves gyakorlatán vesz részt, ahol megismerik az új tűzrendészt… Egy anyuka és két gyermeke autóbalesetet szenvednek, a körülmények miatt különleges mentésre szorulnak. Maddie egy potenciálisan bántalmazott nő hívását fogadja és magánnyomozásba kezd. |     |                                                                 |                         |                                                |                                       |             |               |
| 33. | 5.  | Düh (Rage)                                                      | Jann Turner             | Lyndsey Beaulieu                               | 2019. október 21. 2020. október 30.   | 6,54 millió | 305           |
| Michael és a gyerekek a nagymamától jönnek hazafelé, amikor megállítja őket egy rendőr. Az igazoltatás során érezhetően diszkriminálják, sőt veszélyeztetik őket. Buck és a város megállapodnak. Lena dühkezelési tanácsokat ad Eddie-nek… |     |                                                                 |                         |                                                |                                       |             |               |
| 34. | 6.  | Szörnyek (Monsters)                                             | Tina Mabry              | Christopher Monfette                           | 2019. október 28. 2020. november 6.   | 6,26 millió | 306           |
| A csapat különös veszélyekkel találkozik Halloween napján. Maddie túlságosan közel kerül Tarához, ami majdnem a kapcsolatába és az állásába is kerül... |     |                                                                 |                         |                                                |                                       |             |               |
| 35. | 7.  | Athena múltja (Athena Begins)                                   | Tasha Smith             | Kristen Reidel                                 | 2019. november 4. 2020. október 16.   | 6,08 millió | 307           |
| Előkerül egy fegyver, amit a rendőrség Athena egy régi megoldatlan ügyével hoz kapcsolatba. A nyomozás során visszatekinünk a 90-es évekbe, ahol a fiatal Athena történetét ismerjük meg. |     |                                                                 |                         |                                                |                                       |             |               |
| 36. | 8.  | Üzemzavar (Malfunction)                                         | Joaquín Sedillo         | Tonya Kong                                     | 2019. november 11. 2020. november 6.  | 6,54 millió | 308           |
| A csapatnak nehéz napja van, egymás után riasztják őket a legkülönbözőbb esetekhez: egy jégkorcsolya revü előadásán baleset történt, egy önvezető autó egy kórház épületébe csapódott, és egy raktári robot is elszabadult. Eddie stresszkezelő technikája egyre inkább kicsúszik az irányítása alól, Hen párkapcsolati gondokkal küzd.                                            |     |                                                                 |                         |                                                |                                       |             |               |
| 37. | 9.  | Utóhatás (Fallout)                                              | Marcus Stokes           | Juan Carlos-Coto                               | 2019. november 25. 2020. november 13. | 6,14 millió | 309           |
| A 118-as egységet először egy meteorbecsapódás helyszínéhez riasztják, majd egy alagútban balesetet okozó kamionhoz, amely ráadásul veszélyes anyagokat szállított… |     |                                                                 |                         |                                                |                                       |             |               |
| 38. | 10. | Karácsonyi hangulat (Christmas Spirit)                          | Alonso Alvarez-Barreda  | Andrew Meyers                                  | 2019. december 2. 2020. november 13.  | 6,81 millió | 310           |
| A karácsony közeledtével mindenkit elér az ünnepi hangulat, és persze a vásárlási láz is. A 118-as egység először egy bevásárlóközpontba megy, ahol egy felbőszült nő paprikasprével támadt a vásárlókra, majd a reptérre is riasztják őket egy különleges esethez. Maddie szembenéz a démonjaival…                                                                                |     |                                                                 |                         |                                                |                                       |             |               |
| 39. | 11. | Élj a mának! (Seize the Day)                                    | Sarah Boyd              | Lyndsey Beaulieu                               | 2020. március 16. 2020. november 20.  | 6,97 millió | 311           |
| A 118-as egységnek sűrű napja van: először egy rosszul sikerült ejtőernyős ugráshoz riasztják őket, majd egy sebesült bankügynöknek segítenek és egy irodai asszisztenshez is ki kell menniük, aki az ebédszünetében sérült meg. Athena és a család megbékél Michael helyzetével és mindenben támogatják. Chimney-hez egy váratlan vendég toppan be, aki számít a segítségére.     |     |                                                                 |                         |                                                |                                       |             |               |
| 40. | 12. | Bolondok (Fools)                                                | David Grossman          | Andrew Meyers                                  | 2020. március 23. 2020. november 20.  | 7,03 millió | 312           |
| A csapat ismét egy internetes hírnévre törekvő társasághoz siet, akik egy őrült mutatványt találtak ki, de nem úgy sikerült, ahogy elgondolták. Buck és Eddie az egyedülléttel küzdenek, és a riasztások nagy része is párok körül forog. Christopher megsérül az iskolában, amit Buck nehezen visel.                                                                              |     |                                                                 |                         |                                                |                                       |             |               |
| 41. | 13. | Szorult helyzetben (Pinned)                                     | John J. Gray            | Nadia Abass-Madden & Juan Carlos Coto          | 2020. március 30. 2020. november 27.  | 7,22 millió | 313           |
| Egy bowling pálya műszaki hibája miatt az üzletvezető élete veszélybe kerül, egy házfelújítás során bekövetkező balesetből súlyos krízis lesz, ami felnyitja Chimney szemét, és elhatározza, hogy elmondja végre Maddie-nek, hogyan érez iránta. A romantikus vacsorából is újabb vészhelyzet lesz. Michael elviszi Harry-t kempingezni, Bobby is velük tart a biztonság kedvéért. |     |                                                                 |                         |                                                |                                       |             |               |
| 42. | 14. | A segélyhívó központ elfoglalása (The Taking of Dispatch 9-1-1) | Marshall Tyler          | Nadia Abass-Madden & Andrew Meyers             | 2020. április 13. 2020. november 27.  | 7,63 millió | 314           |
| A segélyhívóközpontot elfoglalja egy jól szervezett bűnöző csapat. A céljuk egy festményrablás fedezése. Maddie, Josh és a többi ott dolgozó megpróbál észrevétlenül segítséget kérni. Athena, Buck és Chim mindent megtesznek, hogy megmentsék a túszul ejtett barátaikat. |     |                                                                 |                         |                                                |                                       |             |               |
| 43. | 15. | Eddie múltja (Eddie Begins)                                     | Robert M. Williams, Jr. | Robert M. Williams, Jr. & Christopher Monfette | 2020. április 20. 2020. december 4.   | 6,84 millió | 315           |
| A 118-as egység egy kútba szorult fiúhoz siet segíteni, azonban a mentőakció az éjszakába nyúlik, ráadásul az időjárás szeszéje sem segíti a munkájukat. Eddie a mentés közben a föld fogságába esik, és elmereng a múltján... |     |                                                                 |                         |                                                |                                       |             |               |
| 44. | 16. | Tűzoltó sorsok (The One That Got Away)                          | Millicent Shelton       | David Fury                                     | 2020. április 27. 2020. december 4.   | 6,81 millió | 316           |
| Egy lakóházban gyorsan terjed a tűz, az épület bármikor beomolhat, ezért a 118-as egységnek gyorsan ki kell menekítenie a bajba jutottakat. Buck merész mentőakciójával a nap hőse lesz, azonban egyedül kell ünnepelnie. Hen egy életveszélyes állapotú betegen a mentőkocsiban hajt végre kockázatos beavatkozást, amivel megmentheti az életét.                                 |     |                                                                 |                         |                                                |                                       |             |               |
| 45. | 17. | Tehetetlenség (Powerless)                                       | Kristen Reidel          | Lyndsey Beaulieu & Kristen Reidel              | 2020. május 4. 2020. december 11.     | 6,99 millió | 317           |
| A 118-as egység egy elszabadult hőlégballonhoz siet, a légballonban egy 10 éves lány rekedt teljesen egyedül. Bobby és a csapata mindent megtesz, hogy lehozzák épségben. A városban áramszünetet idéz elő egy baleset, ami nagyon megnehezíti a csapat munkáját. Athena tovább nyomoz a nemi erőszakkal vádolt férfi ügyében, amivel az életét veszélyezteti...                   |     |                                                                 |                         |                                                |                                       |             |               |
| 46. | 18. | Hogyan tovább? (What's Next?)                                   | Jennifer Lynch          | Juan Carlos Coto & Kristen Reidel              | 2020. május 11. 2020. december 11.    | 7,29 millió | 318           |
| Egy Los Angeles felé tartó vonat kisiklott. Rengeteg a sebesült a helyszínen és tovább bonyolítja a mentést, hogy sokan a romok alá, instabil vasúti kocsikba szorultak. A sebesültek között van egy régi ismerős is. Michael híreket kap az orvosától, May pedig a ballagására készül.                                                                                            |     |                                                                 |                         |                                                |                                       |             |               |

## 4. évad (2021)
| Sor. | Év. | Cím                                               | Rendező                 | Író                                 | Premier                                | Nézettség   | Gyártási szám |
| --- | --- | ------------------------------------------------- | ----------------------- | ----------------------------------- | -------------------------------------- | ----------- | ------------- |
| 47. | 1.  | Az új abnormalitás (The New Abnormal)             | David Grossman          | Juan Carlos Coto                    | 2021. január 18. 2021. szeptember 10.  | 7,19 millió | 401           |
| A 118-as egység, a rendfenntartó szervek és a segélyhívő központ számára is megváltozott az élet a világjárvány hatására. A körülmények azonban nem akadályozzák őket abban, hogy életeket mentsenek. May kihagy egy évet az egyetem előtt és a segélyhívó központban kezd el dolgozni. Athena összeszedi minden erejét és ismét szolgálatba áll, nem sejtve milyen nehéz első napja lesz... |     |                                                   |                         |                                     |                                        |             |               |
| 48. | 2.  | Társas magány (Alone Together)                    | David Grossman          | Lyndsey Beaulieu                    | 2021. január 25. 2021. szeptember 10.  | 7,21 millió | 402           |
| Az átszakadt gát miatt Los Angeles több részét erős földcsuszamlás sújtja. Három fiatal turista éppen a Hollywood feliratnál kerül bajba, szerencséjükre Bobby és csapata rájuk találnak. Chimney és Buck eltemetett házakat kutatnak át, egy babafigyelő segítségével találnak túlélőket. Athena egy mentálisan sérült emberrel esik csapdába egy leomló házban, és mindent megtesz, hogy együtt jussanak ki onnan. |     |                                                   |                         |                                     |                                        |             |               |
| 49. | 3.  | Jövő idő (Future Tense)                           | Marita Grabiak          | Andrew Meyers                       | 2021. február 1. 2021. szeptember 17.  | 6,77 millió | 403           |
| Eddie egy okosotthonban végzett mentés után kicsit bizalmatlanná válik a technológiával szemben. Hen elkezdi a tanulmányait az orvosin, ahol tűzoltó és mentős karrierje miatt ő a legtapasztaltabb tanuló. Azonban ez nem mindenkinek tetszik. Athena egy bűnöző után nyomoz, aki a járványügyi intézkedéseket kihasználva könnyedén rabolt ki egy bankot. Az egység Texasba készül, hogy segítsenek a helyi hatóságoknak... |     |                                                   |                         |                                     |                                        |             |               |
| 50. | 4.  | Mi a panasza? (9-1-1, What's Your Grievance?)     | Brenna Malloy           | Nadia Abass-Madden                  | 2021. február 8. 2021. szeptember 17.  | 6,86 millió | 404           |
| Athena és Romero nyomozó igazán különös gyilkossági ügybe csöppennek: Egy csendes és békés utcában meggyilkolnak egy nőt, akit senki sem kedvel a közösségben. Minden szomszédnak keresztbe tett, így indíték bőven akad. Maddie és Buck szülei látogatóba érkeznek, felforgatva a békés életüket. May végre egyedül fogadhatja a hívásokat és rögtön a mélyvízbe kerül... |     |                                                   |                         |                                     |                                        |             |               |
| 51. | 5.  | Buck múltja (Buck Begins)                         | Jann Turner             | Juan Carlos Coto                    | 2021. február 15. 2021. szeptember 24. | 6,84 millió | 405           |
| Maddie felfedi Buck előtt a családjuk fájdalmas múltját. Buck nehezen dolgozza fel, hogy ennyi éven át titkolóztak előtte és megkérdőjelezi az identitását, a családjával való viszonyát. Eközben a tűzoltó csapatot egy kézfertőtlenítő üzemben kialakult tűzesethez riasztják, ami bármelyik percben a levegőbe repülhet... |     |                                                   |                         |                                     |                                        |             |               |
| 52. | 6.  | Átok (Jinx)                                       | Jann Turner             | Taylor Wong                         | 2021. február 22. 2021. szeptember 24. | 6,73 millió | 406           |
| A 118-as egység kemény nap elé néz. Egymást követik a riasztások, lélegzetvételnyit sem pihenhetnek. A csapat meg van róla győződve, hogy átok ül rajtuk. Egyedül Eddie nem hisz a babonában, azonban az események hatására már ő is kezd hitelt adni neki... |     |                                                   |                         |                                     |                                        |             |               |
| 53. | 7.  | Szép kis szomszédok (There Goes the Neighborhood) | Sharat Raju             | Stacey Rose                         | 2021. március 1. 2021. október 1.      | 6,40 millió | 407           |
| A 118-as egységet először egy garázszenekar félresikerült próbájához riasztják, majd a katonaság segítségére sietnek, akik véletlenül lakóterületen belül dobtak ki egy katonai járművet a repülőgépükből. Michael furcsa tevékenységeket észlel egy közeli lakásban és úgy dönt, egyedül kezd el nyomozni az ügyben. Buck első randevúja balul sül el. |     |                                                   |                         |                                     |                                        |             |               |
| 54. | 8.  | Tűréshatár (Breaking Point)                       | David Grossman          | Bob Goodman                         | 2021. március 8. 2021. október 1.      | 6,27 millió | 408           |
| Egy légiutas-kísérőnél betelik a pohár, a vészkijáraton hagyja el a gépet, veszélybe sodorva a kifutón dolgozókat. Athena egy meghibásodott riasztó kivizsgálása során tapasztalja, hogy a karantén hatására milyen eszement dolgokat művelnek az emberek. Buck szerelmi élete újabb fordulóponthoz ér. |     |                                                   |                         |                                     |                                        |             |               |
| 55. | 9.  | Félrevezetve (Blindsided)                         | Marcus Stokes           | Andrew Meyers                       | 2021. április 19. 2021. október 8.     | 6,24 millió | 409           |
| Athena és a 118-as egység egy tömegbalesethez sietnek, amit egy ittas sofőr okozott. Bobby-t a múltban elkövetett hibáira emlékezteti az eset. Maddie és Chim már nagyon várják a gyermekük születését, azonban a csodálatos pillanatot beárnyékolja egy szerencsét esemény. Hen és Karen kénytelen szembenézni a ténnyel, hogy a nevelt gyerekük, Nia visszakerülhet az édesanyjához... |     |                                                   |                         |                                     |                                        |             |               |
| 56. | 10. | Szülő lét (Parenthood)                            | David Grossman          | Lyndsey Beaulieu                    | 2021. április 26. 2021. október 8.     | 5,96 millió | 410           |
| Chimney és Maddie próbál alkalmazkodni az új életükhöz, amelyben a kislányuké a főszerep. Hen és Karen teljesen összetörnek, miután a nevelt lányuk, Nia visszakerül az édesanyjához. Albert rálép a felépülés útjára. |     |                                                   |                         |                                     |                                        |             |               |
| 57. | 11. | Segélynyújtók (First Responders)                  | Tasha Smith             | Kristen Reidel & Nadia Abass-Madden | 2021. május 3. 2021. október 15.       | 6,12 millió | 411           |
| Egy cserbenhagyásos gázoláshoz érkezve a 118-as egység tagjai egy ismerős arcot fedeznek fel az áldozat személyében. Athena nyomozni kezd egy eltűnt nő ügyében, akit utoljára egy kaszinóban láttak. Josh felidézi az eseményt, ami miatt úgy döntött, hogy a segélyhívó központban fog dolgozni. |     |                                                   |                         |                                     |                                        |             |               |
| 58. | 12. | Kincsvadászat (Treasure Hunt)                     | David Grossman          | Bob Goodman                         | 2021. május 10. 2021. október 15.      | 5,83 millió | 412           |
| Egy híres író halála előtt elrejtett egy kincset Los Angeles városában. Athena, Bobby és a 118-as egység a bajbajutott és sokszor törvényszegő kincsvadászok eseteihez sietnek. A csapatból többen is kedvet kapnak a kincskereséshez... |     |                                                   |                         |                                     |                                        |             |               |
| 59. | 13. | Gyanú (Suspicion)                                 | Brenna Malloy           | Lyndsey Beaulieu & Andrew Meyers    | 2021. május 17. 2021. október 22.      | 5,93 millió | 413           |
| Hen édesanyja rosszul lesz, a kórházból azonban hazaküldik, szerintük ugyanis nincs különösebb baja. Hen szerint hanyagok voltak az orvosai, ezért az orvostan hallgató barátaival megpróbálják felállítani a helyes diagnózist. Athena nem tud szabadulni a gondolattól, hogy Bobby titkol előle valamit, így nyomozni kezd utána. A 118-as egység először egy esküvőre igyekszik, ahol az ara viselkedése mindenkinél kiüti a biztosítékot. Ezután egy erkélyen rekedt édesanyához sietnek, az eset azonban nem várt fordulatot vesz. |     |                                                   |                         |                                     |                                        |             |               |
| 60. | 14. | Túlélők (Survivors)                               | Robert M. Williams, Jr. | Kristen Reidel                      | 2021. május 24. 2021. október 22.      | 6,35 millió | 414           |
| Egy mesterlövész tartja rettegésben Los Angeles tűzoltóit. Athena nyomoz az ügyben, a rendőrség pedig minden tűzoltó egységhez rendőri kíséretet biztosít. Eközben Maddie nehéz döntés előtt ál, Buck szerelmi élete pedig végre felpezsdül. |     |                                                   |                         |                                     |                                        |             |               |

## 5. évad (2021-2022)
| Sor. | Év. | Cím                                       | Rendező            | Író                                   | Premier                                | Nézettség   | Gyártási szám |
| --- | --- | ----------------------------------------- | ------------------ | ------------------------------------- | -------------------------------------- | ----------- | ------------- |
| 61. | 1.  | Pánik (Panic)                             | Bradley Buecker    | Tim Minear & Juan Carlos Coto         | 2021. szeptember 20. 2022. február 10. | 5,08 millió | 501           |
| Egy zsarolóprogram szabadul el Los Angeles-ben, ami tönkreteszi a navigációs rendszereket, a telefonokat, de még a légiforgalmi irányítótorony rendszerét is felülírja. A városon pánik lesz úrrá, a segélyhívások megsokszorozódnak. Eközben Athena kénytelen újra szembenézni korábbi traumájával... |     |                                           |                    |                                       |                                        |             |               |
| 62. | 2.  | Nehéz idők (Desperate Times)              | Bradley Buecker    | Lyndsey Beaulieu & Andrew Meyers      | 2021. szeptember 27. 2022. február 17. | 5,45 millió | 502           |
| A 118-as egység akcióba lendül, amikor az egész városra kiterjedő áramszünet és rekord hőhullám káoszba taszítja a várost. Chimney elmondja az igazat Hennek Maddie állapotával kapcsolatban, és Athena legrosszabb rémálma valóra válik.                                                              |     |                                           |                    |                                       |                                        |             |               |
| 63. | 3.  | Mindenre elszántan (Desperate Measures)   | Ben Hernandez Bray | Kristen Reidel                        | 2021. október 4. 2022. február 24.     | 5,25 millió | 503           |
| Miközben az egész városra kiterjedő áramszünet továbbra is zűrzavart okoz Los Angelesben, Athena versenyt fut az idővel, hogy megmentse a családját. Maddie élete legnehezebb döntését hozza meg... |     |                                           |                    |                                       |                                        |             |               |
| 64. | 4.  | Otthon és távol (Home and Away)           | Brenna Malloy      | Bob Goodman                           | 2021. október 11. 2022. március 3.     | 5,25 millió | 504           |
| A 118-as egység egy középiskolás felvonulásra siet, ahol egy teherautó gázolt a tömegbe. Athena és Michael megpróbálnak segíteni Harryn, aki még nem dolgozta fel a korábbi traumatikus eseményeket. Bobby tanácsot ad Chimney-nek Maddie-vel kapcsolatban.                                            |     |                                           |                    |                                       |                                        |             |               |
| 65. | 5.  | Csoportnyomás (Peer Pressure)             | Joaquín Sedillo    | Nadia Abass-Madden                    | 2021. október 18. 2022. március 10.    | 5,28 millió | 505           |
| A 118-asok egy kínos esettel szembesülnek, amikor egy férfi túlzásba viszi az edzést. Ezután egy idősek otthonában történt robbanáshoz sietnek. Chimney távollétében megbomlik a csapat dinamikája...                                                                                                  |     |                                           |                    |                                       |                                        |             |               |
| 66. | 6.  | Börtönlázadás (Brawl in Cell Block 9-1-1) | Paula Hunziker     | Andrew Meyers                         | 2021. november 1. 2022. március 17.    | 5,20 millió | 506           |
| Egy börtönben keletkezett tűzre reagálva Bobby és néhány társa csapdába esik a rácsok mögött, miközben Eddie és Buck szökött fegyencekkel kénytelen együttműködni. |     |                                           |                    |                                       |                                        |             |               |
| 67. | 7.  | Szellemek nyomában (Ghost Stories)        | Kristen Windell    | Stacey R. Rose                        | 2021. november 8. 2022. március 24.    | 5,01 millió | 507           |
| A 118-asok egy élve eltemetett férfi megmentéséért futnak versenyt az idővel. Hen váratlan látogatást kap a múltból. Harry megteszi az első lépéseket a gyógyulásáért. |     |                                           |                    |                                       |                                        |             |               |
| 68. | 8.  | Összetartás (Defend In Place)             | James Wong         | Taylor Wong                           | 2021. november 15. 2022. március 31.   | 5,11 millió | 508           |
| Bobby és a 118-asok életek megmentéséért küzdenek, miután robbanás rázza meg a kórházat, ahol David éppen műtétet végez. Michael olyan döntést hoz, amely az egész családjára hatással lesz. |     |                                           |                    |                                       |                                        |             |               |
| 69. | 9.  | A múlt az előzmény (Past Is Prologue)     | Marcus Stokes      | Ian Sobel                             | 2021. november 29. 2022. április 7.    | 5,37 millió | 509           |
| Los Angeles belvárosában egy régi olajkút kitörése zavar meg egy forgalmi vizsgát. Athena egy 30 évvel ezelőtti, kaszinórablással kapcsolatos ügyben nyomoz, a nyomozásba Bobby is bekapcsolódik. |     |                                           |                    |                                       |                                        |             |               |
| 70. | 10. | Keserédes ünnep (Wrapped in Red)          | Brenna Malloy      | Lyndsey Beaulieu & Nadia Abass-Madden | 2021. december 6. 2022. április 14.    | 5,39 millió | 510           |
| A 118-as csapat tagjait karácsony estéjén egy sor vészhelyzethez hívják. Eddie egy érzelmileg megviselt Christopherrel küszködik. |     |                                           |                    |                                       |                                        |             |               |
| 71. | 11. | Külső megfigyelő (Outside Looking In)     | Shauna Duggins     | Bob Goodman                           | 2022. március 21. 2022. június 16.     | 5,37 millió | 511           |
| A 118-ast egy autóba rejtett bomba miatt riasztják. Az autóban egy család ül és a bomba azonnal robban, ha a sebesség 90 km/h alá csökken. Eddie nem boldogul az új helyén, ezért szeretne visszamenni a 118-asokhoz, de akadályba ütközik...                                                          |     |                                           |                    |                                       |                                        |             |               |
| 72. | 12. | Boston (Boston)                           | Dwight Little      | Lyndsey Beaulieu                      | 2022. március 28. 2022. június 23.     | 4,97 millió | 512           |
| Chimney elhatározza, hogy mindenáron megkeresi Maddie-t, akit depresszióval kezelnek egy Boston-i klinikán. |     |                                           |                    |                                       |                                        |             |               |
| 73. | 13. | Fóbia-félelem (Fear-o-Phobia)             | Marcus Stokes      | Andrew Meyers & Juan Carlos Coto      | 2022. április 11. 2022. június 30.     | 5,06 millió | 513           |
| A csapatnak ezúttal egy nőn kell segítenie, aki egy betegség miatt nem érez félelmet, ezért folyamatosan veszélyes helyzetekbe sodorja magát. Eddie kezd összeroppanni az elfojtott érzelmeinek súlya alatt.                                                                                           |     |                                           |                    |                                       |                                        |             |               |
| 74. | 14. | Vakszerencse (Dumb Luck)                  | John J. Gray       | Taylor Wong                           | 2022. április 18. 2022. július 7.      | 5,04 millió | 514           |
| A 118-as versenyt fut az idővel, amikor egy nőt próbálnak megmenteni, aki kizuhant egy erkélyről. Eközben Athena ismeretlen elkövetők ellen nyomoz, akik stop táblákat lopnak és ezzel baleseteket idéznek elő.                                                                                        |     |                                           |                    |                                       |                                        |             |               |
| 75. | 15. | Elszalasztott pillanatok (FOMO)           | Marita Grabiak     | Nicole Barraza Keim                   | 2022. április 25. 2022. július 14.     | 5,08 millió | 515           |
| A 118-as csapat egy szaunában ragadt influenszer segítségére siet. Maddie aggódik, hogy a kis Jee-Yun sok első pillanatáról lemaradt. Hen és Karen pedig próbálják feldobni a kapcsolatukat. |     |                                           |                    |                                       |                                        |             |               |
| 76. | 16. | Vészhelyzet (May Day)                     | Juan Carlos Coto   | Juan Carlos Coto                      | 2022. május 2. 2022. július 21.        | 5,12 millió | 516           |
| Egy véletlen baleset folytán tűz üt ki a segélyhívó központban. May és egy munkatársa pont a tűz kellős közepében vannak, ezért Bobby indul fogadott lánya megmentésére. |     |                                           |                    |                                       |                                        |             |               |
| 77. | 17. | Hős-komplexus (Hero Complex)              | Marita Grabiak     | Stacey R. Rose & Kristen Reidel       | 2022. május 9. 2022. július 28.        | 5,30 millió | 517           |
| Egy rejtélyes haláleset után Hen és Chimney nyomozásba kezdenek. Nem sokkal később rájönnek, hogy az egyik kollégájukról van szó, aki szeret Istent játszani és emiatt már több ember is életét vesztette.                                                                                             |     |                                           |                    |                                       |                                        |             |               |
| 78. | 18. | Újrakezdés (Starting Over)                | Kristen Reidel     | Kristen Reidel                        | 2022. május 16. 2022. augusztus 4.     | 5,55 millió | 518           |
| Egy mentés során lezuhan a 118-as tűzoltóautója. Maddie pedig úgy dönt, hogy visszamegy dolgozni. Buck és Taylor nehéz döntést hoznak a kapcsolatukat illetően. |     |                                           |                    |                                       |                                        |             |               |

## 6. évad (2022-2023)
| Sor.                                                                                                | Év. | Cím                                                   | Rendező                       | Író                                 | Premier                                  | Nézettség   | Gyártási szám |
| --------------------------------------------------------------------------------------------------- | --- | ----------------------------------------------------- | ----------------------------- | ----------------------------------- | ---------------------------------------- | ----------- | ------------- |
| 79.                                                                                                 | 1.  | Kezdődjék a játék (Let The Games Begin)               | Jann Turner                   | Andrew Meyers                       | 2022. szeptember 19. 2023. szeptember 6. | 4,82 millió | 601           |
| A 118-as csapata rohan menteni, amikor egy léghajó mechanikai meghibásodása pusztítást visz végbe.  |     |                                                       |                               |                                     |                                          |             |               |
| 80.                                                                                                 | 2.  | Főnixmadár (Crash & Learn)                            | Juan Carlos Coto              | Juan Carlos Coto                    | 2022. szeptember 26. 2023. szeptember 6. | 4,56 millió | 602           |
| A 118-as csapat indul menteni. Hennek nehéz döntést kell hoznia a jövőjét illetően.                 |     |                                                       |                               |                                     |                                          |             |               |
| 81.                                                                                                 | 3.  | A jól ismert ördög (The Devil You Know)               | Steven Tsuchida               | Lyndsey Beaulieu                    | 2022. október 3. 2023. szeptember 6.     | 5,00 millió | 603           |
| Athena egy múltbéli rejtély után nyomoz.                                                            |     |                                                       |                               |                                     |                                          |             |               |
| 82.                                                                                                 | 4.  | Állati ösztönök (Animal Instincts)                    | Michael Medico                | Stacey R. Rose                      | 2022. október 10. 2023. szeptember 6.    | 4,90 millió | 604           |
| A 118-as csapata egy ornitológus segítségére siet, aki csapdába esik egy kidőlt fa alatt.           |     |                                                       |                               |                                     |                                          |             |               |
| 83.                                                                                                 | 5.  | Betörés (Home Invasion)                               | Marita Grabiak                | Nadia Abass-Madden                  | 2022. október 17. 2023. szeptember 6.    | 4,97 millió | 605           |
| A 118-as csapata indul segíteni, amikor egy "csináld magad" projekt káoszba fullad.                 |     |                                                       |                               |                                     |                                          |             |               |
| 84.                                                                                                 | 6.  | Holnap (Tomorrow)                                     | Joaquín Sedillo               | Nicole Barraza Keim                 | 2022. október 24. 2023. szeptember 6.    | 5,15 millió | 606           |
| Hen pánikba esik, amikor robbanás rázza meg Karen laborját.                                         |     |                                                       |                               |                                     |                                          |             |               |
| 85.                                                                                                 | 7.  | Elátkozva (Cursed)                                    | James Wong                    | Taylor Wong                         | 2022. november 7. 2023. szeptember 6.    | 5,09 millió | 607           |
| Egy filmszár, akinek a csillaga leáldozóban van, halálközeli élmények sorozata kezdi gyötörni.      |     |                                                       |                               |                                     |                                          |             |               |
| 86.                                                                                                 | 8.  | Miről ábrándozik a segélyhívó? (What's Your Fantasy?) | Marita Grabiak                | Andrew Meyers                       | 2022. november 14. 2023. szeptember 6.   | 4,94 millió | 608           |
| A 118-as csapatát egy reneszánsz vásárra riasztják.                                                 |     |                                                       |                               |                                     |                                          |             |               |
| 87.                                                                                                 | 9.  | Vörös zászló (Red Flag)                               | Brenna Malloy                 | Nicole Barraza Keim                 | 2022. november 28. 2023. szeptember 6.   | 4,96 millió | 609           |
| A Santa Ana-szelek a szokásosnál furcsább vészhelyzeteket hoznak.                                   |     |                                                       |                               |                                     |                                          |             |               |
| 88.                                                                                                 | 10. | Villámgyorsan (In A Flash)                            | Bradley Buecker               | Juan Carlos Coto                    | 2023. március 6. 2023. szeptember 6.     | 4,95 millió | 610           |
| Száraz zivatar éri el Los Angelest, villámcsapás okozta vészhelyzeteket teremtve.                   |     |                                                       |                               |                                     |                                          |             |               |
| 89.                                                                                                 | 11. | Egy másik életben (In Another Life)                   | Joaquín Sedillo & Jann Turner | Lyndsey Beaulieu                    | 2023. március 13. 2023. szeptember 6.    | 4,38 millió | 611           |
| Miközben az élete a tét, Buck egy olyan világról álmodik, ahol sose lett belőle tűzoltó.            |     |                                                       |                               |                                     |                                          |             |               |
| 90.                                                                                                 | 12. | Kilábalás (Recovery)                                  | John J. Gray                  | Andrew Meyers                       | 2023. március 20. 2023. szeptember 6.    | 4,41 millió | 612           |
| Bobby eltökélt szándéka, hogy megoldja az AA-szponzora megölésének ügyét.                           |     |                                                       |                               |                                     |                                          |             |               |
| 91.                                                                                                 | 13. | Új érzés (Mixed Feelings)                             | Jihane Mrad Balaa             | Stacey R. Rose                      | 2023. április 10. 2023. szeptember 6.    | 4,48 millió | 613           |
| A 118-as csapatát vészhelyzethez riasztják egy spinning órára, és egy fodrászatba.                  |     |                                                       |                               |                                     |                                          |             |               |
| 92.                                                                                                 | 14. | Teljesítményszorongás (Performance Anxiety)           | Shauna Duggins                | Nadia Abass-Madden                  | 2023. április 17. 2023. szeptember 6.    | 4,46 millió | 614           |
| A 118-as csapata menteni indul egy testépítő versenyre.                                             |     |                                                       |                               |                                     |                                          |             |               |
| 93.                                                                                                 | 15. | Halál és adó (Death and Taxes)                        | Greg Sirota                   | Taylor Wong                         | 2023. április 24. 2023. szeptember 6.    | 4,53 millió | 615           |
| Autó rohan bele egy élő ember búcsúztatójába.                                                       |     |                                                       |                               |                                     |                                          |             |               |
| 94.                                                                                                 | 16. | Talált tárgyak (Lost & Found)                         | Brenna Malloy                 | Lyndsey Beaulieu                    | 2023. május 1. 2023. szeptember 6.       | 4,17 millió | 616           |
| Két lakótárs csapdába esik egy szeméttelepen.                                                       |     |                                                       |                               |                                     |                                          |             |               |
| 95.                                                                                                 | 17. | Szerelem a levegőben (Love Is In The Air)             | Juan Carlos Coto              | Juan Carlos Coto                    | 2023. május 8. 2023. szeptember 6.       | 4,48 millió | 617           |
| A 118-as csapata menteni indul: egy lánykérés és egy bankrablás tragikus módon keresztezik egymást. |     |                                                       |                               |                                     |                                          |             |               |
| 96.                                                                                                 | 18. | Jó tett nem marad viszonzatlanul (Pay It Forward)     | Bradley Buecker               | Nicole Barraza Keim & Andrew Meyers | 2023. május 15. 2023. szeptember 6.      | 4,32 millió | 618           |
| Egy autópályán történt balesetsorozat nyomán egy felüljáró katasztrofális módon összeomlik.         |     |                                                       |                               |                                     |                                          |             |               |

## 7. évad (2024)
| Sor. | Év. | Cím                                                                    | Rendező             | Író                                      | Premier                           | Nézettség   | Gyártási szám |
| ---- | --- | ---------------------------------------------------------------------- | ------------------- | ---------------------------------------- | --------------------------------- | ----------- | ------------- |
| 97.  | 1.  | Hajót elhagyni (Abandon 'Ships)                                        | John J. Gray        | Tim Minear                               | 2024. március 14. 2024. május 1.  | 4,93 millió | 701           |
| 98.  | 2.  | Felforgató (Rock the Boat)                                             | Bradley Buecker     | Lyndsey Beaulieu és Juan Carlos Coto     | 2024. március 21. 2024. május 8.  | 5,42 millió | 702           |
| 99.  | 3.  | Felborulva (Capsized)                                                  | Bradley Buecker     | Juan Carlos Coto és Lyndsey Beaulieu     | 2024. március 28. 2024. május 15. | 5,53 millió | 703           |
| 100. | 4.  | Egy megbántott és összezavarodott Buck (Buck, Bothered and Bewildered) | Chad Lowe           | Andrew Meyers és Bradley Michael Marques | 2024. április 4. 2024. május 22.  | 4,76 millió | 704           |
| 101. | 5.  | Nem ismersz engem (You Don't Know Me)                                  | Brenna Malloy       | Lyndsey Beaulieu és Taylor Wong          | 2024. április 11. 2024. május 29. | 4,61 millió | 705           |
| 102. | 6.  | Ott megy a vőlegény (There Goes the Groom)                             | John J. Gray        | Tim Minear és Nicole Barraza Keim        | 2024. május 2. 2024. június 5.    | 4,28 millió | 706           |
| 103. | 7.  | Kísértő második esély (Ghost of a Second Chance)                       | James Wong          | Taylor Wong és James Wong                | 2024. május 9. 2024. június 12.   | 4,39 millió | 707           |
| 104. | 8.  | A kilencedik lépés (Step Nine)                                         | John J. Gray        | Tim Minear és Kristen Reidel             | 2024. május 16. 2024. június 19.  | 3,69 millió | 708           |
| 105. | 9.  | Hamu és hamu (Ashes, Ashes)                                            | Christine Khalafian | Andrew Meyers és Juan Carlos Coto        | 2024. május 23. 2024. június 26.  | 4,54 millió | 709           |
| 106. | 10. | Minden összeomlik (All Fall Down)                                      | John J. Gray        | Kristen Reidel és Lyndsey Beaulieu       | 2024. május 30. 2024. július 3.   | 5,19 millió | 710           |

## 8. évad (2024-2025)
| Sor. | Év. | Cím                                                            | Rendező             | Író                                                                                        | Premier                                | Nézettség   | Gyártási szám |
| ---- | --- | -------------------------------------------------------------- | ------------------- | ------------------------------------------------------------------------------------------ | -------------------------------------- | ----------- | ------------- |
| 107. | 1.  | Fullánk (Buzzkill)                                             | James Wong          | Molly Green és James Leffler                                                               | 2024. szeptember 26. 2024. október 17. | 4,93 millió | 801           |
| 108. | 2.  | Egy Boeing nehéz helyzetben... (When the Boeing Gets Tough...) | Bradley Buecker     | Ted Griffin és Tim Minear                                                                  | 2024. október 3. 2024. október 24.     | 4,92 millió | 802           |
| 109. | 3.  | Utolsó kísérlet (Final Approach)                               | Bradley Buecker     | Tim Minear és Ted Griffin                                                                  | 2024. október 10. 2024. október 31.    | 5,52 millió | 803           |
| 110. | 4.  | Nincs jobb hely, mint az otthon (No Place Like Home)           | Marita Grabiak      | Lyndsey Beaulieu                                                                           | 2024. október 17. 2024. november 7.    | 4,16 millió | 804           |
| 111. | 5.  | Álarcok (Masks)                                                | Christine Khalafian | Taylor Wong                                                                                | 2024. október 24. 2024. november 14.   | 3,98 millió | 805           |
| 112. | 6.  | Vallomások (Confessions)                                       | Chad Lowe           | Andrew Meyers                                                                              | 2024. november 7. 2024. november 21.   | 4,16 millió | 806           |
| 113. | 7.  | Nagymenők (Hotshots)                                           | Keith Tripler       | Lyndsey Beaulieu és Aisha Casey                                                            | 2024. november 14. 2024. november 28.  | 4,01 millió | 807           |
| 114. | 8.  | Önjelöltek (Wannabes)                                          | Bradley Buecker     | Molly Green és James Leffler                                                               | 2024. november 21. 2024. december 5.   | 4,60 millió | 808           |
| 115. | 9.  | Sírós mesék (Sob Stories)                                      | Bradley Buecker     | Történet: Tim Minear, Rashad Raisani és Matt Solik Tévéjáték: Tim Minear és Rashad Raisani | 2025. március 6. 2025. április 3.      | 4,66 millió | 809           |
| 116. | 10. | Hangok (Voices)                                                | Jennifer Lynch      | Ted Griffin és Molly Savard                                                                | 2025. március 13. 2025. április 10.    | 4,21 millió | 810           |
| 117. | 11. | Szentséges Szűzanya (Holy Mother of God)                       | Aisha Hinds         | Taylor Wong és Darek Cioch                                                                 | 2025. március 20. 2025. április 17.    | 4,76 millió | 811           |
| 118. | 12. | Eltávolodva (Disconnected)                                     | Tessa Blake         | Molly Green és James Leffler                                                               | 2025. március 27. 2025. április 24.    | 5,04 millió | 812           |
| 119. | 13. | Láthatatlan (Invisible)                                        | Brenna Malloy       | Lyndsey Beaulieu és Taylor Wong                                                            | 2025. április 3. 2025. május 1.        | 4,13 millió | 813           |
| 120. | 14. | Betegszabadság (Sick Day)                                      | Karla Braun         | Lyndsey Beaulieu és Taylor Wong                                                            | 2025. április 10. 2025. május 8.       | 4,47 millió | 814           |
| 121. | 15. | Kísérleti nyulak (Lab Rats)                                    | Dawn Wilkinson      | Kristen Reidel, Molly Green és James Leffler                                               | 2025. április 17. 2025. május 15.      | 3,81 millió | 815           |
| 122. | 16. | Az utolsó riasztás (The Last Alarm)                            | John J. Gray        | Tim Minear és Kristen Reidel                                                               | 2025. május 1. 2025. május 22.         | 4,80 millió | 816           |
| 123. | 17. | Szokatlan tüzek (Don't Drink the Water)                        | Jonathan Lawrence   | Molly Green és James Leffler                                                               | 2025. május 8. 2025. május 29.         | 3,99 millió | 817           |
| 124. | 18. | Szeizmikus változások (Seismic Shifts)                         | John J. Gray        | Kristen Reidel és Molly Savard                                                             | 2025. május 15. 2025. június 5.        | 4,05 millió | 818           |

## 9. évad (2025-2026)
| Sor. | Év. | Cím | Rendező | Író | Premier                             | Nézettség | Gyártási szám |
| ---- | --- | --- | ------- | --- | ----------------------------------- | --------- | ------------- |
| 125. | 1.  | ?   |         |     | 2025. október 16. 2025. október 30. |           | 901           |